# Cantón de Portes-lès-Valence
El cantón de Portes-lès-Valence era una división administrativa francesa, que estaba situada en el departamento de Drôme y la región de Ródano-Alpes.

## Composición
El cantón estaba formado por cinco comunas:
- Beaumont-lès-Valence
- Beauvallon
- Étoile-sur-Rhône
- Montéléger
- Portes-lès-Valence

## Supresión del cantón de Portes-lès-Valence
En aplicación del Decreto nº 2014-191 de 20 de febrero de 2014, el cantón de Portes-lès-Valence fue suprimido el 22 de marzo de 2015 y sus 5 comunas pasaron a formar parte; cuatro del nuevo cantón de Valence-3 y una del nuevo cantón de Loriol-sur-Drôme.